# Emil Iversen
Pour les articles homonymes, voir Iversen.
Emil Iversen, né le 12 août 1991 à Meråker, est un fondeur norvégien. Il remporte des épreuves de sprint et de distance en Coupe du monde à partir de 2016 et quatre titres de champion du monde, dont celui du cinquante kilomètres classique en 2021. Il est aussi présent sur le podium de plusieurs courses par étapes, avec comme meilleur résultat une deuxième place au Nordic Opening 2019-2020.

## Biographie
Licencié au IL Varden à sa ville natale de Meråker, Emil Iversen participe à ses premières compétitions de la FIS en 2009. Sa première sélection en équipe nationale a lieu en 2011 aux Championnats du monde junior où il remporte une médaille d'or en relais. Lors de l'hiver 2013-2014, il participe à sa première épreuve de Coupe du monde à Lillehammer et gagne deux épreuves de la Coupe de Scandinavie à Vuokatti (un sprint classique et un 15 kilomètres libre).
Ayant pour objectif de marquer ses premiers points en Coupe du monde lors de la saison 2014-2015, il s'illustre dès sa première apparition de l'hiver en atteignant la finale du sprint du Nordic Opening qu'il finit sixième. Il réédite cette performance en terminant de nouveau sixième d'un sprint, à Rybinsk deux mois plus tard.
En janvier 2016, il remporte le sprint classique d'Oberstdorf, étape du Tour de ski. Il remporte un mois plus tard le sprint libre de Lahti, sa première victoire sur une épreuve de Coupe du monde.
Il s'illustre aussi sur des épreuves de distance, gagnant plus tard dans la saison une étape du Ski Tour Canada, une course en ligne de 17,5 kilomètres en style classique.
En 2017, il remporte le trente kilomètres classique de Falun, deuxième victoire en Coupe du monde. Cet hiver, il dispute aussi ses premiers championnats du monde à Lahti, où il est dixième du sprint individuel et quatrième du sprint par équipes. Lors du Tour de ski 2017-2018, il est de nouveau gagnant à Oberstdorf, où il s'impose sur le quinze kilomètres libre. Il obtient ensuite sa première sélection aux Jeux olympiques à ceux de Pyeongchang, où il est huitième du sprint classique et dixième du cinquante kilomètres classique.
Au Nordic Opening de la saison 2018-2019 de Coupe du monde, après avoir obtenu un podium à Ruka en distance, il prend la troisième place finale du mini-Tour, en résistant aux poursuivants ménés par Calle Halfvarsson, pour son premier podium en course par étapes. Au Tour de ski, il ne finit pas la compétition, mais récolte un troisième succès d'étape à Oberstdorf. Avant les Championnats du monde de Seefeld, il est gagnant du sprint par équipes à Lahti.
Lors de ces mondiaux, il est cinquième au mieux individuellement sur le sprint libre, mais décroche ses premiers titres de champion du monde sur le sprint par équipes avec Johannes Høsflot Klæbo et le relais.
En 2019, il remporte aussi trois titres de champion de Norvège, dont deux en individuel (15 kilomètres classique et skiathlon).
Pour commencer la saison 2019-2020, Iversen réalise la meilleure performance de sa carrière sur une course par étapes, terminant deuxième du Nordic Opening, à Ruka, à moins de deux secondes de Klæbo (numéro un mondial), à l'issue de la poursuite en style libre, alors qu'il est plutôt un amateur du style classique. Il s'illustre ensuite à Lillehammer, où il est troisième du skiathlon, ainsi que sur le Ski Tour en Scandinavie, avec un succès sur une étape (30 kilomètres) et pour finir une troisième place au cinquante kilomètres classique de Holmenkollen.
Lors de la saison 2020-2021, s'il gagne de nouveau une épreuve de Coupe du monde à part entière, à l'occasion du skiathlon de Lahti, il obtient ses plus gros succès de l'hiver sur les Championnats du monde à Oberstdorf, où il remporte la médaille d'or au relais avec Pål Golberg, Hans Christer Holund et Johannes Høsflot Klaebo et sur le cinquante kilomètres classique pour clore la compétition, après disqualification de Klæbo qui a géné son dauphin Alexander Bolshunov.

## Vie personnelle
Il est en couple avec la fondeuse Heidi Weng.

## Palmarès

### Jeux olympiques d'hiver
| Épreuve / Édition   | Sprint                           | Sprint                           | 15 km                            | 15 km                            | Skiathlon 2 × 15 km | 50 km | Relais | Relais                             |
| Épreuve / Édition   | libre                            | classique                        | libre                            | classique                        | Skiathlon 2 × 15 km | 50 km | Sprint | 4 × 10 km                          |
| JO 2018 Pyeongchang | Épreuve inexistante à cette date | 8e                               | —                                | Épreuve inexistante à cette date | —                   | 10e   | —      | —                                  |
| JO 2022 Pékin       |                                  | Épreuve inexistante à cette date | Épreuve inexistante à cette date |                                  |                     |       |        | Médaille d'argent, Jeux olympiques |

Légende :
- : pas d'épreuve
- — : Non disputée par Iversen

### Championnats du monde
| Épreuve / Édition        | Sprint                           | Sprint                           | 15 km                            | 15 km                            | Skiathlon 2 × 15 km | 50 km | Relais | Relais    |
| Épreuve / Édition        | libre                            | classique                        | libre                            | classique                        | Skiathlon 2 × 15 km | 50 km | Sprint | 4 × 10 km |
| Mondiaux 2017 Lahti      | 10e                              | Épreuve inexistante à cette date | Épreuve inexistante à cette date | —                                | —                   | —     | 4e     | —         |
| Mondiaux 2019 Seefeld    | 5e                               | Épreuve inexistante à cette date | Épreuve inexistante à cette date | 10e                              | 31e                 | —     | Or     | Or        |
| Mondiaux 2021 Oberstdorf | Épreuve inexistante à cette date | 10e                              | —                                | Épreuve inexistante à cette date | 5e                  | Or    | —      | Or        |

Légende :
- : pas d'épreuve
- — : n'a pas participé à l'épreuve

### Coupe du monde
- Meilleur classement général : 6e en 2019.
- 3 podiums individuels : 3 victoires, 6 deuxièmes places et 4 troisièmes places.
- 5 podiums en épreuve par équipes : 4 victoires et 1 troisième place.
- 1 podium en épreuve par équipes mixte : 1 deuxième place.

#### Détail des victoires
| Épreuve / Édition | Sprint | Sprint    | 15 km | 15 km     | Skiathlon 2 × 15 km | 30 km | 30 km     | 50 km libre | Tour de ski ou Finales ou Nordic Opening |
| Épreuve / Édition | libre  | classique | libre | classique | Skiathlon 2 × 15 km | libre | classique | 50 km libre | Tour de ski ou Finales ou Nordic Opening |
| 2015-16           | Lahti  |           |       |           |                     |       |           |             |                                          |
| 2016-17           |        |           |       |           |                     |       | Falun     |             |                                          |
| 2020-21           |        |           |       |           | Lahti               |       |           |             |                                          |

#### Tour de ski
- 10e en 2016.
- 3 victoires d'étapes.

##### Victoires d'étape
| Épreuve / Édition | Sprint | Sprint     | 15 km      | 15 km     | 30 km      | 30 km     |
| Épreuve / Édition | libre  | classique  | libre      | classique | libre      | classique |
| 2015-2016         |        | Oberstdorf |            |           |            |           |
| 2017-2018         |        |            | Oberstdorf |           |            |           |
| 2018-2019         |        |            |            |           | Oberstdorf |           |

#### Autres courses par étapes
- Nordic Opening : 5 podiums d'étapes.
- Ski Tour Canada : 2 podiums d'étapes, dont 1 victoire (17,5 km classique à Montréal en 2016)
  - Ski Tour : 2 podiums d'étape, dont 1 victoire (30 km classique en poursuite à Trondheim en 2020).

#### Classements en Coupe du monde
| Saison / Épreuve | Général | Général | Distance | Distance | Sprint | Sprint | Tour de ski depuis 2007 | Finales (2008-2014 ; 2017) Ski Tour Canada (2016) | Nordic Opening depuis 2011 |
| ---------------- | ------- | ------- | -------- | -------- | ------ | ------ | ----------------------- | ------------------------------------------------- | -------------------------- |
| Saison / Épreuve | Place   | Points  | Place    | Points   | Place  | Points | Tour de ski depuis 2007 | Finales (2008-2014 ; 2017) Ski Tour Canada (2016) | Nordic Opening depuis 2011 |
| 2015             | 60e     | 107     | 65e      | 25       | 31e    | 74     | -                       | Épreuve inexistante à cette date                  | 27e                        |
| 2016             | 8e      | 874     | 15e      | 382      | 9e     | 244    | 10e                     | 7e                                                | -                          |
| 2017             | 11e     | 653     | 14e      | 316      | 7e     | 237    | Abandon                 | 32e                                               | 4e                         |
| 2018             | 9e      | 635     | 19e      | 221      | 4e     | 310    | 14e                     | 31e                                               | 15e                        |
| 2019             | 6e      | 825     | 10e      | 316      | 8e     | 299    | Abandon                 | 5e                                                | 3e                         |
| 2020             | 9e      | 875     | 7e       | 433      | 15e    | 122    | Abandon                 | 4e (Ski Tour)                                     | 2e                         |
| 2021             | 12e     | 447     | 15e      | 252      | 22e    | 75     |                         |                                                   | 3e                         |

### Championnats du monde junior
| Épreuve / Édition    | sprint libre | sprint classique | 10 km classique | 10 km libre | Poursuite 2 × 10km | Relais        |
| -------------------- | ------------ | ---------------- | --------------- | ----------- | ------------------ | ------------- |
| Mondiaux 2011 Otepää |              | 4e               |                 |             |                    | Médaille d'or |

### Coupe de Scandinavie
- 3e du classement général en 2014.
- 8 podiums, dont 3 victoires.

### Championnats de Norvège
- Champion du quinze kilomètres classique en 2019.
- Champion du skiathlon en 2019 et 2021.